# Chlorobi
Chlorobi é um filo de bactérias obrigatoriamente anaeróbicas e fotoautotróficas. O filo é relacionado com o Bacteroidetes.